# Duncan Steel
| 5263 Arrius          | 13 aprile 1991   |
| 6828 Elbsteel        | 12 novembre 1990 |
| 9038 Helensteel      | 12 novembre 1990 |
| 9193 Geoffreycopland | 10 marzo 1992    |
| 9758 Dainty          | 13 aprile 1991   |
| 9767 Midsomer Norton | 10 marzo 1992    |
| 10107 Kenny          | 27 marzo 1992    |
| 16578 Essjayess      | 29 marzo 1992    |
| 24734 Kareness       | 10 marzo 1992    |
| 55815 Melindakim     | 31 dicembre 1994 |
| 58196 Ashleyess      | 10 marzo 1992    |
| 69311 Russ           | 21 agosto 1992   |

Duncan I. Steel (Midsomer Norton, 1955) è un astronomo britannico.
Laureatosi all'Università di Londra in fisica e astrofisica nel 1977 e in ottica nel 1979, ha conseguito il PhD all'Università di Canterbury nel 1984 con un tesi sullo studio delle meteore con il radar.
Il Minor Planet Center gli accredita la scoperta di dodici asteroidi, effettuate tra il 1990 e il 1994.
Gli è stato dedicato l'asteroide 4713 Steel.